# INAC Kobe Leonessa
El INAC Kobe Leonessa és un club femení de futbol japonès. Va debutar a la Nadeshiko League al 2006 després de quatre ascensos consecutius, i des del 2011 la ha guanyat en tres ocasions. També ha guanyat la Copa de la Emperatriu cinc vegades en sis anys.
Al 2012 va viatjar a Barcelona per a jugar un amistós contra el FC Barcelona, que va finalitzar 1-1.

## Històric

### Palmarès
- 1 Campionat Internacional de Clubs
  - 2013
- 1 Campionat Japonès-Sudcoreà
  - 2011
- 3 Lligues del Japó
  - 2011 - 2012 - 2013
- 5 Copes del Japó
  - 2010 - 2011 - 2012 - 2013 - 2015
- 1 Copa de la Lliga del Japó
  - 2013

### Trajectòria
| Nadeshiko League 1       |  |   |   |   |   | 5 | 4 | 2 | 4 | 4 | 1 | 1 | 1 | 6 | 3 | 2 |
| Nadeshiko League 2       |  |   |   |   | 1 |   |   |   |   |   |   |   |   |   |   |   |
| Challenge League         |  |   |   | 1 |   |   |   |   |   |   |   |   |   |   |   |   |
| Primera divisió regional |  |   | 1 |   |   |   |   |   |   |   |   |   |   |   |   |   |
| Segona divisió regional  |  | 1 |   |   |   |   |   |   |   |   |   |   |   |   |   |   |